# Irina Dibirova
 Der er for få eller ingen kildehenvisninger i denne artikel, hvilket er et problem. Du kan hjælpe ved at angive troværdige kilder til de påstande, som fremføres i artiklen.

Irina Igorevna  Dibirova, pigenavn Poltoratskaja  (russisk: Ирина Игоревна Дибирова (Полторацкая) tr. Irina Igorevna Dibirova (Poltoratskaja) ; født 12. marts 1979) er en russisk håndboldspiller på det russiske landshold. Irina blev for nogle år siden kåret til VM's bedste spiller.
Irinas karriere i Rusland blev stoppet af en knæskade. Anja Andersen fik Irina til Slagelse DT i 2004, og et par måneder senere blev hun opereret og fik en ny menisk. Operationen lykkedes, men først et år efter kom Irina på banen igen. Irina scorede hun på straffe for Slagelse i Champions League-finalen, og hun gav Anja Andersen sin guldmedalje fra VM, som tak for at Anja hjalp hende tilbage til håndboldens verden.
Irina forlod Slagelse efter nogen tid og er tilbage på det russiske landshold (dog en mindre rolle end tidligere), hvor hun bl.a. spiller sammen med Emilija Turej, som hun også spillede med, da hun spillede for Slagelse.
Irina er i øjeblikket ude med en skade. 